# 전국체육대회 폐막식
전국체육대회 폐막식은 대한체육회가 주관하는 전국체육대회, 전국동계체육대회, 전국소년체육대회, 전국생활체육대축전에서 대회 폐막을 공식적으로 선언하고 기념하는 행사이다. 전국체육대회 폐막식은 주 개최지의 주 경기장에서 개최하는 것을 원칙으로 하며, 대회 마지막 날 경기가 종료된 이후에 진행된다.

## 구성

### 공식 행사
공식 폐막식 행사는 대한체육회에서 운영 내규에 따라 기획되며, 폐막식에서 의무적으로 시행하도록 규정된 행사는 아래와 같다.
| 순서 | 행사        | 시간 | 비고                 |
| ---- | ----------- | ---- | -------------------- |
| 1    | 개식 선언   | 1분  |                      |
| 2    | 선수단 입장 | 15분 |                      |
| 3    | 국민의례    | 1분  |                      |
| 4    | 성적 발표   | 5분  | 집행위원장           |
| 5    | 종합 시상   | 10분 |                      |
| 6    | 축가        | 2분  |                      |
| 7    | 폐회사      | 3분  | 《승리의 노래》 합창 |
| 8    | 대회기 강하 | 2분  |                      |
| 9    | 대회기 전달 | 5분  |                      |
| 10   | 환송사      | 3분  |                      |
| 11   | 폐회 선언   | 1분  | 개최지 교육감        |
| 12   | 성화 소화   | 2분  |                      |

## 전국체육대회
| 대회   | 날짜             | 시간 | 장소                    | 주제 | 비고 |
| ------ | ---------------- | ---- | ----------------------- | ---- | ---- |
| 1920년 | 1920년 11월 6일  |      | 배재고등보통학교 운동장 |      |      |
| 1921년 | 1921년 10월 17일 |      | 보성고등보통학교 운동장 |      |      |
| 1921년 | 1921년 11월 3일  |      | 용산철도국 운동장       |      |      |
| 1922년 | 1922년 2월 13일  |      | 경성중학 운동장         |      |      |
| 1922년 | 1922년 5월 21일  |      | 보성고등보통학교 운동장 |      |      |
| 1922년 | 1922년 10월 17일 |      | 배재고등보통학교 운동장 |      |      |
| 1922년 | 1922년 11월 25일 |      | 배재고등보통학교 운동장 |      |      |
| 1923년 | 1923년 5월 19일  |      | 배재고등보통학교 운동장 |      |      |
| 1923년 | 1923년 10월 17일 |      | 배재고등보통학교 운동장 |      |      |
| 1923년 | 1923년 12월 8일  |      | 배재고등보통학교 운동장 |      |      |
| 1924년 | 1924년 5월 17일  |      | 배재고등보통학교 운동장 |      |      |
| 1924년 | 1924년 6월 15일  |      | 휘문고등보통학교 운동장 |      |      |
| 1924년 | 1924년 9월 25일  |      | 휘문고등보통학교 운동장 |      |      |
| 1924년 | 1924년 11월 2일  |      | 휘문고등보통학교 운동장 |      |      |

## 참고 문헌
- “대한체육회 국내종합경기대회”. 대한체육회.
- 《대한체육회 50년》. 대한체육회. 1970. 2020년 11월 8일에 원본 문서에서 보존된 문서. 2022년 11월 5일에 확인함.
- 《대한체육회 70년사》. 대한체육회. 1990. 2020년 11월 8일에 원본 문서에서 보존된 문서. 2022년 11월 5일에 확인함.
- 대한체육회 100주년 기념사업부 (2020). 《대한민국 체육 100년》. 대한체육회.
- 《대한민국 체육 100년 Ⅰ 통사 (민족과 함께 한 대한민국 체육 100년)》. 대한체육회. 2020.
- 《대한민국 체육 100년 Ⅱ 민족의 구심체, 조선체육회 (1920~1945)》. 대한체육회. 2020.
- 《대한민국 체육 100년 Ⅲ 세계를 향한 도전 (1945~1980)》. 대한체육회. 2020.
- 《대한민국 체육 100년 Ⅳ 스포츠로 꽃피운 대한민국 (1981~2000)》. 대한체육회. 2020.
- 《대한민국 체육 100년 Ⅴ 스포츠강국을 넘어 선진국으로(2001~2020)》. 대한체육회. 2020.
- 《전국종합체육대회 개·폐회식 운영 내규》. 대한체육회. 2024년 6월 5일에 원본 문서에서 보존된 문서. 2024년 6월 6일에 확인함.

## 같이 보기
- 전국체육대회
- 전국체육대회 개막식